# Puccinia moliniae
Puccinia moliniae ist eine Ständerpilzart aus der Ordnung der Rostpilze (Pucciniales). Der Pilz ist ein Endoparasit von Dost, Braunellen sowie des Blauen Pfeifengrases (Molinia caerulea). Symptome des Befalls durch die Art sind Rostflecken und Pusteln auf den Blattoberflächen der Wirtspflanzen. Sie kommt in Eurasien vor.

## Merkmale

### Makroskopische Merkmale
Puccinia moliniae ist mit bloßem Auge nur anhand der auf der Oberfläche des Wirtes hervortretenden Sporenlager zu erkennen. Sie wachsen in Nestern, die als gelbliche bis braune Flecken und Pusteln auf den Blattoberflächen erscheinen.

### Mikroskopische Merkmale
Das Myzel von Puccinia moliniae wächst wie bei allen Puccinia-Arten interzellulär und bildet Saugfäden, die in das Speichergewebe des Wirtes wachsen. Die Aecien  der Art besitzen 16–20 × 14–18 µm große, annähernd kugelige und fast hyaline Aeciosporen mit runzliger Oberfläche. Die gelbbraunen Uredien der Art wachsen meist oberseitig auf den Blättern der Wirtspflanze. Ihre hell gelb- bis goldbraunen Uredosporen sind breit eiförmig bis kugelig, 25–30 × 22–26 µm groß und fein stachelwarzig. Die meist blattoberseitig wachsenden Telien der Art sind schokoladenbraun und früh unbedeckt. Die haselnussbraunen Teliosporen des Pilzes sind zweizellig, in der Regel breitellipsoid und 50–78 × 17–21 µm groß. Ihre Stiele sind farblos bis gelblich und bis zu 200 µm lang.

## Verbreitung
Das bekannte Verbreitungsgebiet von Puccinia moliniae umfasst Europa und China.

## Ökologie
Die Wirtspflanzen von Puccinia moliniae sind für den Haplonten Dost (Origanum spp.), Wachtelweizen (Melampyrum spp.) und Braunellen (Prunella spp.) sowie das Blaue Pfeifengras (Molinia caerulea) für den Dikaryonten. Der Pilz ernährt sich von den im Speichergewebe der Pflanzen vorhandenen Nährstoffen, seine Sporenlager brechen später durch die Blattoberfläche und setzen Sporen frei. Die Art verfügt über einen Entwicklungszyklus mit Telien, Uredien, Spermogonien und Aecien und macht einen Wirtswechsel durch.